# Miki Nagasawa
Pour les articles homonymes, voir Nagasawa.
Miki Nagasawa (長沢 美樹, Nagasawa Miki), née le 11 juillet 1970 à Obihiro au Japon, est une seiyū japonaise. 
Elle a grandi à Fukushima. Autrefois affiliée à Haikyō, elle est maintenant affiliée avec Atomic Monkey. En 2009, Nagasawa a assisté à sa première et unique convention d'anime, Nan Desu Kan, à Denver (Colorado).

## Filmographie

### Anime
1994
- Key the Metal Idol (OVA) – Sakura Kuriyagawa[1]
- Macross 7 – Jessica[2]

1995
- Neon Genesis Evangelion – Maya Ibuki[1],[2]

1996
- After War Gundam X – Perla Ciss[1]
- Brave Command Dagwon – Maria Tobe, Gunkid[1]
- Martian Successor Nadesico – Izumi Maki[1],[2]

1997
- Vampire Princess Miyu (TV series) – Miyu[1],[2]

1998
- Anpanman – Creampanda[1]
- Blue Submarine No.6 – Mutio[1]
- Cowboy Bebop – Judy[1],[2]
- Cyber Team in Akihabara – Kamome Sengakuji[1]
- Getter Robo Armageddon (OVA) – Michiru Saotome[1]
- Princess Nine – Ryo Hayakawa[1],[2]

2000
- Boys Be – Yumi Kazama[3]
- The Candidate for Goddess – Kizna Towryk[1]
- éX-Driver – Lisa Sakakino[1]
- Gate Keepers – Keiko Ochiai[1]

2001
- Captain Tsubasa: Road to 2002 – Manabu Okawa[1]
- Case Closed – Yoko Okino (episode 249 - present)[1],[2]
- Love Hina – Tsuruko Aoyama (Bonus episode: "Motoko's Choice, Love or the Sword: Don't Cry")[2],[4]

2004
- Kyo Kara Maoh! – Lyra[1]
- Mobile Suit Gundam MS IGLOO (OVA series) – Monique Cadillac[1]

2005
- Naruto – Toki[2]

2006
- Death Note – Wedy[1],[2]
- Koi Suru Tenshi Angelique – Rachel[1]

2007
- Claymore series – Helen[1]

2010
- Super Robot Wars Original Generation: The Inspector – Sleigh Presty[1]

2011
- Mobile Suit Gundam AGE – Lalaparly Madorna[1]

2013
- Magi: The Kingdom of Magic – Leraje[1]

2014
- One Piece – Wicca[1]

### Jeux vidéo
- Angelique – Rachel[1]
- Final Fantasy X – Shelinda[1],[2]
- Final Fantasy X-2 – Shelinda[2]
- Mobile Suit Gundam Side Story: The Blue Destiny – Maureen Kitamura[1]
- Atelier Elie ~The Alchemist of Salburg 2~ – Elfile[1]
- True Love Story 2 – Sawada[1]
- Blood: The Last Vampire – Ruria[1]
- Super Robot Wars – Sleigh Presty[1],[2]
- Tales of Vesperia – Sodia, Droite[1],[2]
- Tales of Fandom – Primula Rosso[1]
- Capcom vs. SNK 2 – Cammy[2] and Maki
- Genji: Dawn of the Samurai – Kuyo[2]
- Genji: Days of the Blade – Kuyo
- Shadow Hearts 2 – Karin Koenig[2]

## Discographie

### Drama CD
- Century Prime Minister (vol. 1–3) – Miki Nagashima[1]
- Skip Beat! – Kyōko Mogami[1]
- Fushigi Yugi Genbu Kaiden as Rimudo[1]
- Saredotsumibitoharyūtoodoru – Saredo Shivunya[1]
- Hayate X Blade – Miyamoto Shizuku[1]
- Fruits Basket – Momiji Sohma[1]
- Hogen Renai Vol.5 – "Kanagawa Prefecture", "Fukushima"  – Hyakuhana Atsumi[1],[5]
- Anime tenchō series – Ramika Hoshi[1]